# Anna Rechnio
Anna Elżbieta Rechnio, född 11 december 1977 i Warszawa, är en polsk före detta konståkare. Hon är en trefaldig polsk nationell mästare som tävlat vid två vinter-OS (1994 och 1998). Hon är sedan 2016 bosatt i Sverige. 

## Karriär
Rechnio började åka skridskor 1984.  Tidigt i sin karriär tränades hon av Barbara Kossowska och Anna Hunkiewicz. 
Under säsongen 1993–94 vann Rechnio sin första nationella titel på seniornivå. I januari 1994 kom hon på sjunde plats vid EM i Köpenhamn, Danmark. Månaden därpå tävlade hon i sitt första vinter-OS i Lillehammer, Norge. Hon rankades nia i det korta programmet och tolva i friåkning, och slutade på 10:e plats totalt.  Som avslutning på sin säsong slutade hon på 15:e plats i mars vid världsmästerskapen 1994 i Chiba, Japan, efter att ha rankats som nummer 7 i sin kvalgrupp, 9:a i korta programmet och 17:e i det fria programmet.
Rechnio vann också de polska mästerskapen i konståkning 1997 och 1998. Hon kom på 19:e plats vid vinter-OS 1998 i Nagano, Japan. 
Rechnio tävlade i fem världsmästerskap och uppnådde sin bästa placering, en femteplats, 1998. Hon tävlade också i sex europeiska mästerskap – hennes bästa placering var sjundeplatsen 1994.
Under säsongen 1999–2000 tränades Rechnio av Miroslawa Brajczewska i Warszawa.  Efter att ha lagt ner tävlingsidrott började hon arbeta som tränare. Hon har bland annat varit huvudtränare i Odense Skojteklub (2012-2016) och i Stockholms Allmänna Skridskoklubb (2016-2023). Hon är sedan 2023 huvudtränare i Skövde Konståkningsklubb.
| Season    | Short program | Free skating           |
| --------- | ------------- | ---------------------- |
| 1999–2000 |               | - Gypsy Flame by Armic |

GP: Champions Series / Grand Prix

## Familj
Hon är gift med den ryska, före detta konståkaren, Alexei Fedoseev.  De har en dotter, född 2010. 